# ネオマール・セルメニョ
ネオマール・セルメニョ（Nehomar Cermeño、1979年11月17日 - ）は、ベネズエラのプロボクサー。アンソアテギ州バルセロナ出身。元WBA世界バンタム級暫定王者。元WBA世界スーパーバンタム級王者。世界2階級制覇王者。

## 来歴
2000年、ベネズエラ代表としてシドニーオリンピックボクシングバンタム級に出場。
2004年11月13日、プロデビュー。その後拠点をパナマに移す。
2009年3月14日、元WBA・WBC世界スーパーフライ級スーパー王者クリスチャン・ミハレス（メキシコ）とWBA世界バンタム級暫定王座決定戦を行い、12回2-1（116-112、115-113、111-117）の判定勝ちを収め王座獲得に成功した。
2009年9月12日、メキシコヌエボ・レオン州モンテレイでクリスチャン・ミハレス（メキシコ）とダイレクトリマッチで再戦し、12回3-0（117-111、2者が116-112）の判定勝ちを収め初防衛に成功した。
2009年12月19日、メキシコソノラ州シウダ・オブレゴンでアレハンドロ・バルデス（メキシコ）と対戦し、11回2分40秒KO勝ちを収め2度目の防衛に成功した。
2010年3月27日、バルガス州バルガス市ラ・グアイラ区でWBA世界バンタム級正規王者アンセルモ・モレノ（パナマ）と団体内王座統一戦で対戦し、プロ初黒星となる12回1-2（113-114、115-112、112-115）の判定負けを喫し団体内王座統一に失敗、暫定王座から陥落した。
2010年8月14日、パナマシティのアレナ・ロベルト・デュランでWBA世界バンタム級王者アンセルモ・モレノ（パナマ）とダイレクトリマッチで再戦し、12回1-2（112-117、113-115、115-113）の判定負けを喫し王座獲得に失敗した。
2011年1月29日、メキシコハリスコ州グアダラハラでビクトル・テラサス（メキシコ）とWBA世界スーパーバンタム級挑戦者決定戦を行い、12回1-2（116-112、113-115、113-115）の判定負けを喫し、WBA世界スーパーバンタム級王者李冽理への挑戦権獲得に失敗した。
2011年6月25日、元世界3階級制覇王者のフェルナンド・モンティエル（メキシコ）スーパーバンタム級契約ノンタイトル10回戦を行い、セルメニョが棄権した為3回12秒プロ初のKO負けを喫した。
2011年10月22日、パナマシティのアレナ・ロベルト・デュランでヨアンドリス・サリナス（キューバ）とNABA北米スーパーバンタム級王座決定戦で対戦し、10回1-1（77-75、76-76、75-77）の引分で王座獲得に失敗した。
2012年4月4日、ロシアモスクワ州クラスノゴルスク市ミャキニノのクロッカス・シティ・ホールで元OPBF東洋太平洋バンタム級王者サーシャ・バクティン（ロシア）とWBAインターナショナルスーパーバンタム級王座決定戦で対戦し、12回0-3（2者が109-119、111-117）の判定負けを喫し、王座獲得に失敗した。
2013年4月5日、コロンのクルブ・ナウティコ・カリベでエデュアルド・ガルシア（メキシコ）とWBAフェデラテンスーパーバンタム級王座決定戦で対戦し、2回2分44秒KO勝ちを収め王座を獲得した。
2013年8月10日、パナマシティのメガポリス・コンベンションセンターで行われたWBA世界スーパーバンタム級暫定王座決定戦でWBA世界スーパーバンタム級10位のオスカル・エスカンドン（コロンビア）と対戦し、12回2-1（115-113、117-111、113-116）の判定勝ちを収め、暫定ながら2階級制覇を達成した。
2013年9月5日、WBAがWBA世界スーパーバンタム級暫定王者のスコット・クィッグをレギュラー王者に認定し、同じく暫定王者のセルメニョをWBA世界スーパーバンタム級1位にランクインした公式ランキングを発表した。
2013年12月27日、WBAはWBA世界スーパーバンタム級暫定王者のネオマール・セルメニョとWBAスーパーバンタム級2位のオスカル・エスカンドンに対し、120日以内に指名試合として再戦するよう指令を出した。2014年1月15日までに試合に関する契約を交わすことも義務付けた。
2014年2月20日、同年4月19日にマンチェスターのマンチェスター・アリーナでWBA世界スーパーバンタム級レギュラー王者のスコット・クィッグと団体内王座統一戦を行うことが決定した。
2014年4月11日、同月19日にマンチェスターのマンチェスター・アリーナでレギュラー王者のスコット・クィッグと団体内王座統一戦を行う予定だったが、セルメニョにイギリスへの入国ビザが発給されなかった為、中止となった。
2014年8月9日、ペルーでWBA世界スーパーバンタム級7位のカルロス・ザンブラーノと対戦する予定だったが、入国出来ず直前に試合が中止になった。
2014年12月5日、WBAが発表した2014年11月度のランキングでセルメニョはWBA世界スーパーバンタム級暫定王者としてWBA世界スーパーバンタム級1位にランクインしていたが、同月9日にWBAはセルメニョが2013年8月10日にオスカル・エスカンドンに勝利しWBA世界スーパーバンタム級暫定王座を戴冠してから15カ月以上防衛戦を行っていない為、暫定王者は180日以内に防衛戦を行わなければいけないという規定に基づきセルメニョが保持していた暫定王座の剥奪を決定した。
2016年1月15日、サンサルバドルのCIFCOでレステル・メドラノとWBAフェデボルフェザー級王座決定戦を行い、9回3-0の判定勝ちを収め王座獲得に成功した。
2016年6月24日、北京の首都体育館にてハビエル・フォルトゥナVSジェイソン・ソーサの前座で、WBA世界スーパーバンタム級レギュラー王座決定戦をWBA世界スーパーバンタム級2位の裘曉君と行い、12回1分11秒TKO勝ちを収め王座獲得に成功した。
2016年9月30日、浙江省温州市でPABAスーパーバンタム級王者でWBA世界スーパーバンタム級15位のノップ・クラティンデーンジムと対戦し、3回2分19秒KO勝ちを収め初防衛に成功した。
2016年12月17日、杭州市でWBA世界スーパーバンタム級7位の裘曉君と6ヵ月ぶりに再戦し、12回3-0（118-110、117-111×2）の判定勝ちを収め2度目の防衛に成功した。
2017年4月9日、大阪府立体育会館でWBA世界スーパーバンタム級8位の久保隼と対戦し、11回5秒TKO負けを喫し3度目の防衛に失敗、王座から陥落した。

## 獲得タイトル
- WBA世界バンタム級暫定王座（防衛2）
- WBAフェデラテンスーパーバンタム級王座
- WBA世界スーパーバンタム級暫定王座（防衛0）
- WBAフェデボルフェザー級王座
- WBA世界スーパーバンタム級レギュラー王座（防衛2）